# Mr. A-Z
Mr. A-Z – drugi album studyjny amerykańskiego wokalisty Jasona Mraza. Ukazał się on 26 lipca 2005. Zawiera 12 kompozycji utrzymanych w stylu pop i rock. Gościnnie wystąpiła tu Rachael Yamagata.

## Lista utworów

### Lista podstawowa
| Nr | Tytuł                                          | Twórcy                                               | Długość |
| -- | ---------------------------------------------- | ---------------------------------------------------- | ------- |
| 1  | Life Is Wonderful                              | Jason Mraz, Stephanie Poole, Alanna Ferri            | 4:20    |
| 2  | Wordplay                                       | Jason Mraz, Kevin Kadish                             | 3:06    |
| 3  | Geek In The Pink                               | Jason Mraz, Ian Sheridan, Kevin Kadish               | 3:55    |
| 4  | Did You Get My Message? feat. Rachael Yamagata | Jason Mraz, Dan Wilson                               | 4:00    |
| 5  | Mr. Curiosity                                  | Jason Mraz, Dennis Morris, Lester Mendez             | 3:54    |
| 6  | Clockwatching                                  | Jason Mraz, Dennis Morris, Ainslie Henderson         | 4:23    |
| 7  | Bella Luna                                     | Jason Mraz, Billy "Bushwalla" Galewood               | 5:02    |
| 8  | Plane                                          | Jason Mraz, Dennis Morris                            | 5:13    |
| 9  | O. Lover                                       | Jason Mraz, Dennis Morris                            | 3:54    |
| 10 | Please Don't Tell Her                          | Jason Mraz, Eric Hinojosa                            | 4:40    |
| 11 | The Forecast                                   | Jason Mraz, Eric Hinojosa                            | 3:44    |
| 12 | Song For A Friend                              | Jason Mraz, Dan Wilson, Dennis Morris, Eric Hinojosa | 8:09    |

### Bonus Track
| Nr | Tytuł                               | Długość |
| -- | ----------------------------------- | ------- |
| 13 | Geek in the Pink (Lillywhite Remix) | 3:56    |
| 14 | Rocket Man (Acoustic Demo)          | 3:35    |
| 15 | Burning Bridges (Unreleased Demo)   | 3:49    |
| 16 | Prettiest Friend (Demo)             | 4:19    |

## Sprzedaż
- Tydzień 1 - 67,000
- Tydzień 2 - 34,000
- Tydzień 3 - 24,000

W Stanach Zjednoczonych przez 3 tygodnie album utrzymywał się na liście 50 najlepiej się sprzedających płyt.